# حاجی میرنظام
حاجی میرنظام یک روستا در ایران است که در دهستان قشلاق جنوبی شهرستان بیله‌سوار واقع شده‌است.